# Маямі Оранж Боул
«Маямі Оранж Боул» (англ. Miami Orange Bowl) — колишній багатофункціональний стадіон у місті Маямі, Флорида, США.
Стадіон побудований протягом 1936—1937 років та відкритий 10 грудня 1937 року. У 1944, 1947, 1950, 1953, 1955
та 1968 роках був реконструйований. 2008 року арена виведена з експлуатації та демонтована.
Протягом 1937–1959 років стадіон носив назву «Бурдін Стедіум».